# جون رايدر
جون رايدر (بالإنجليزية: John Ryder)‏ هو فيلسوف أمريكي، ولد في 29 سبتمبر 1951 في نيويورك في الولايات المتحدة.